# Caesalpinia mucronata
Caesalpinia mucronata är en ärtväxtart som beskrevs av Carl Ludwig von Willdenow. Caesalpinia mucronata ingår i släktet Caesalpinia och familjen ärtväxter. Inga underarter finns listade i Catalogue of Life.